# فیلیپه کایسدو
فیلیپه سالوادور کایسدو کوروزو (اسپانیایی: Felipe Salvador Caicedo Corozo‎؛ زاده ۵ سپتامبر ۱۹۸۸)، بازیکن فوتبال اهل اکوادور است که هم اکنون برای باشگاه ورزشی بارسلونا اکوادور در پست مهاجم بازی می کند.
وی همچنین سابقه ۶۸ بازی در تیم ملی فوتبال اکوادور را در کارنامه خود دارد و پنجمین گلزن برتر این تیم است.